# Araliaväxter
Araliaväxter (Araliaceae) är en familj av växter i ordningen Apiales. Familjen innehåller ungefär 50 släkten och totalt över 800 arter. Exempelvis murgröna (Hedera helix), ginseng (Panax ginseng och Panax pseudoginseng) och djävulsklubba (Oplopanax horridus) tillhör familjen araliaväxter.